# احسان ارکانی
احسان ارکانی (زاده ۱۳۵۵ نیشابور) از مدیران اجرایی کشور و نماینده پیشین مجلس شورای اسلامی است. وی در یازدهمین انتخابات مجلس شورای اسلامی با کسب ۷۳ هزار و ۸۱۸ رأی معادل ۴۰ درصد آرا، به عنوان نفر اول از حوزه انتخابیه نیشابور، فیروزه، زبرخان و میان‌جلگه از استان خراسان رضوی به مجلس راه یافت.
مجلس شورای اسلامی
احسان ارکانی در مجلس یازدهم عضو کمیسیون‌های برنامه و بودجه و محاسبات و همچنین کمیسیون اصل ۹۰ و نایب رئیس اول کمیسیون ویژه جهش تولید و نظارت بر اجرای اصل ۴۴ قانون اساسی بود.
احسان ارکانی در سال اول مجلس یازدهم با رای سایر نمایندگان استان خراسان رضوی بعنوان رئیس مجمع نمایندگان استان خراسان رضوی در مجلس شورای اسلامی انتخاب گردیده است.
همچنین وی رئیس فراکسیون یونسکو و شهرهای جهانی ایران در مجلس شورای اسلامی بود.
احسان ارکانی از نمایندگان شاخص یازدهمین دوره مجلس شورای اسلامی بویژه در حوزه نظارتی بود و بیشترین فعالیت را در هیئت‌های تحقیق و تفحص مجلس داشت.
وی عضو هیئت‌های تحقیق و تفحص از سازمان بورس و اوراق بهادار، ایمیدرو، بانک‌های دولتی، نهاد ریاست جمهوری، صنعت خودروسازی، … و رئیس هیئت تحقیق و تفحص از استانداری خراسان رضوی، هیئت تحقیق و تفحص از تقسیمات کشوری و هیئت تحقیق و تفحص از سازمان بازرسی استان خراسان رضوی بود.
احسان ارکانی طراح اصلی طرح شفافیت قوای سه‌گانه و سایر دستگاه‌های اجرایی کشور بود که با نطق وی این طرح رای بالایی آورد.
وی به همراه علی اصغر عنابستانی و علی آذری، نمایندگان سبزوار و قوچان عضو هیئت نظارت بر انتخابات ششمین دوره شوراهای اسلامی شهر و روستا در استان خراسان رضوی نیز بود.
سوابق اجرایی
احسان ارکانی دارای سوابق اجرایی متعددی است از:
- معاون اداری و پشتیبانی آستان قدس رضوی
- مشاور وزیر تعاون کار و رفاه اجتماعی
- معاون توسعه مدیریت و منابع استانداری خراسان رضوی
- مدیرکل روابط عمومی وزارت کار و امور اجتماعی
- مدیرکل ستاد اجرایی فرمان امام در استان خراسان رضوی
- مدیرعامل نمایشگاه بین‌المللی مشهد
- عضو هیئت رئیسه فدراسیون تنیس روی میز
- رئیس هیئت مدیره شرکت مدبر کشت توس بنیاد برکت
- رئیس هیئت مدیره زنجیره مرغ شمال شرق سازمان اقتصادی کوثر
- عضو هیئت امنای دانشگاه نیشابور

ارکانی هم‌اکنون سخنگوی مجمع نمایندگان مجلس ادوار خراسان رضوی است.